# 정주미 (레이싱 모델)
정주미(1982년 4월 18일 ~ )는 대한민국의 레이싱 모델이다.

## 경력

### 레이싱 모델 경력
- 2006년 한국타이어 스폰서쉽 전속 모델
- 2007년 한국타이어 스폰서쉽 전속 모델
- 2010년 EXR팀106 레이싱팀 전속 모델
- 2011년 EXR팀106 레이싱팀 전속 모델
- 2011년 한국모터스포츠어워드 레이싱 모델상 수상[1]
- 2012년 EXR팀106 레이싱팀 전속 모델
- 2013년 EXR팀106 레이싱팀 전속 모델
- 2014년 EXR팀106 레이싱팀 전속 모델
- 2015년 한국타이어 스폰서쉽 전속 모델
- 2016년 한국타이어 스폰서쉽 전속 모델
- 2017년 한국타이어 스폰서쉽 전속 모델
- 2018년 한국타이어 스폰서쉽 전속 모델

### 에이빙 모델 경력
- 2005년 지스타 게임쇼 넥슨부스 '빅샷' 포즈모델[2]
- 2007년 서울 모터쇼 벤츠부스 포즈모델
- 2008년 영상기자재전(Photo & Imaging Industry Show) 캐논 부스 포즈모델
- 2009년 한국전자전 LG전자 초컬릿폰 인포메이션
- 2009년 월드IT쇼 LG전자 인포메이션
- 2009년 국제 빵ㆍ과자 전시회(SIBA) 롯데베이커리 인포메이션
- 2011년 서울 모터쇼 쉐보레 부스 포즈모델
- 2013년 영상기자재전시회 캐논 부스 포즈모델